# مجرة زهرة الشمس

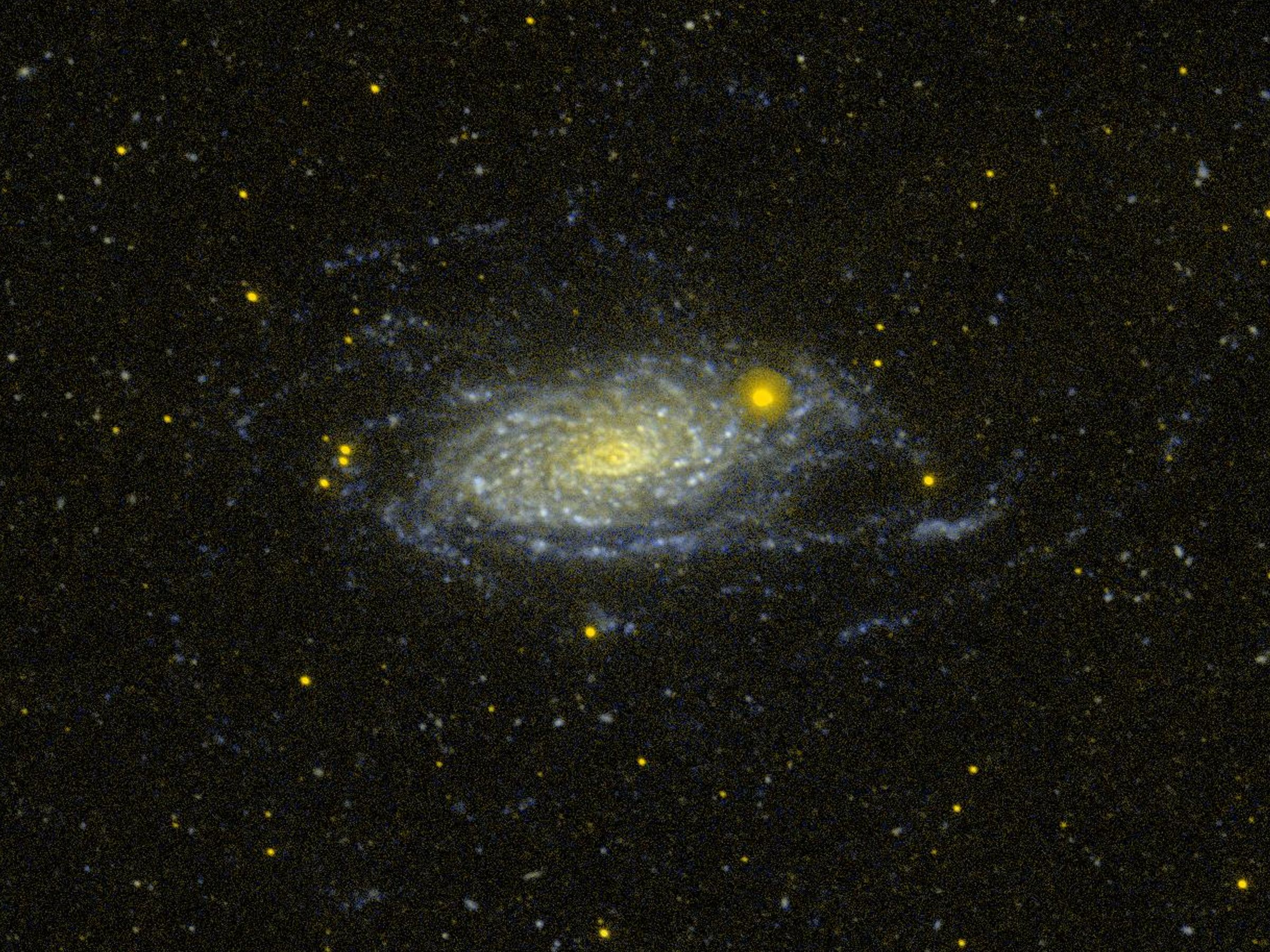
صورة للأشعة فوق البنفسجية لمجرة تباع الشمس، إلتقطها التلسكوب الفضائي «جاليكس» من ارتفاع 695 كيلومتر فوق الأرض.

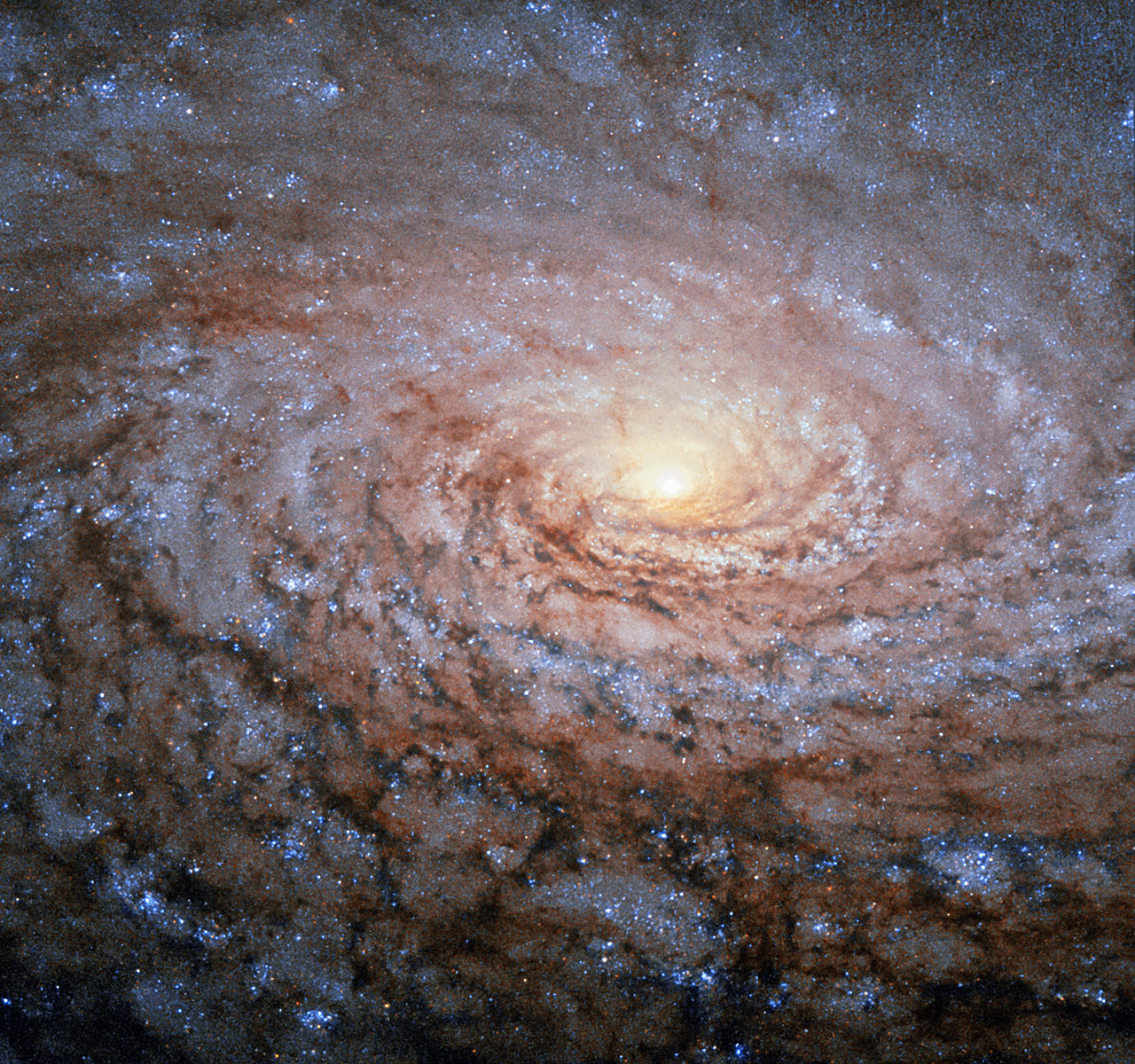
مجرة زهرة الشمس

مجرة زهرة الشمس  أو تباع الشمس وتسمى أيضا مسييه 63 أو م63 (بالإنجليزية: Sunflower Galaxy أو Messier 63أوM63أو NGC 5055 ) هي مجرة حلزونية توجد في كوكبة السلوقيان . وهي تتكون من قرص مركزي، تحيطه أذرعة مجرية كثيرة قصيرة . وتنتمي مجرة تباع الشمس إلى مجموعة مجرات إم51 التي تضم عددا من المجرات بما فيها مجرة الزوبعة .

## تاريخ اكتشافها

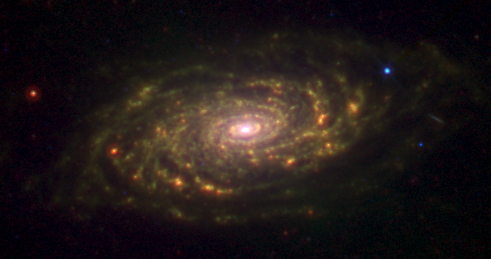
صورة للأشعة تحت الحمراء الصادرة من المجرة م63 ، التقطها مقراب سبيتزر الفضائي.

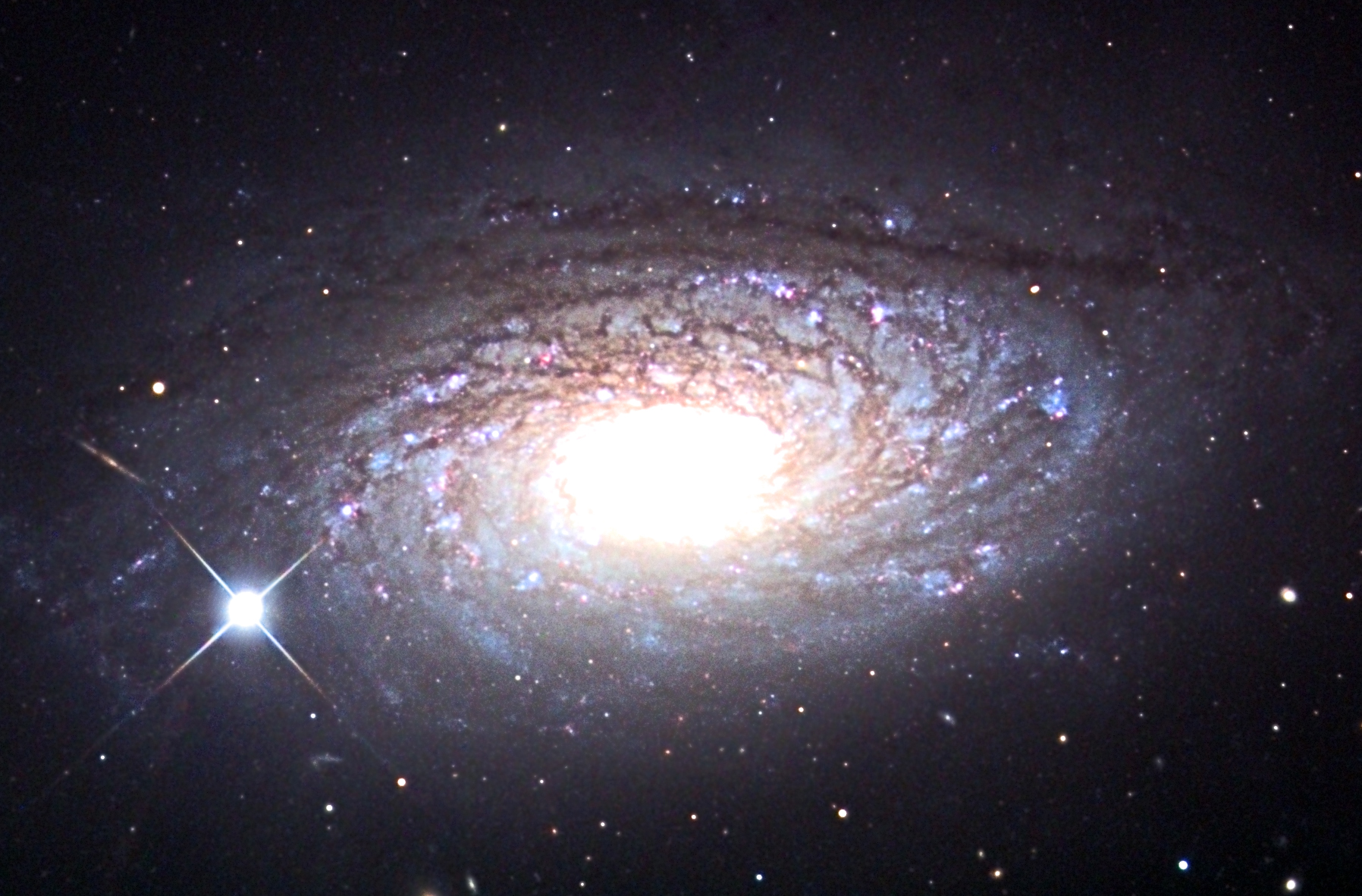
صورة للضوء المرئي لمجرة عباد الشمس.

اكتشفها بيير ميشان في 14 يونيو 1779. ثم أضافها شارل مسييه إلى فهرسة تحت رقم 63.
أواسط القرن التاسع عشر اكتشف لورد روس  أذرعة داخل المجرة، مما جعلها من أول المجرات التي تكتشف ذات أذرعة .
وترجع تسميتها NGC 5055 إلى الفهرس العام الجديد.

## اقرأ أيضا
- مجرة الألعاب النارية
- مجرة الدوامة
- مجرة
- قزم أبيض
- عملاق أحمر
- نجم
- مجرة حلزونية
- مجرة إهليجية
- الانفجار العظيم
- خط زمني للانفجار العظيم
- نجم نيوتروني
- ثقب أسود

## وصلات خارجية
- موقع الكون
- Sunflower Galaxy @ SEDS Messier pages
- Sunflower Galaxy (M63) at Constellation Guide

- مجرة زهرة الشمس على موقع ويكي سكاي: DSS2, SDSS, GALEX, IRAS, Hydrogen α, X-Ray, Astrophoto, Sky Map, Articles and images